# Abanilla
Abanilla ist eine aus dem Hauptort, vier größeren Dörfern (aldeas), mehreren Weilern (pedanías) und einigen Einzelgehöften (fincas) bestehende Gemeinde (municipio) mit 6.206 Einwohnern (Stand: 2024) in der autonomen Gemeinschaft Murcia.

## Lage
Die Stadt Abanilla liegt am meist ausgetrockneten Río Chícamo gut 30 km (Fahrtstrecke) nordöstlich der Stadt Murcia in einer Höhe von ca. 215 m; die höchste Erhebung des Gemeindegebiets liegt bei ca. 900 m. Das Klima im Winter ist gemäßigt, im Sommer dagegen warm bis heiß; die geringen Niederschlagsmengen (ca. 325 mm/Jahr) fallen – mit Ausnahme der nahezu regenlosen Sommermonate – verteilt übers ganze Jahr.

## Bevölkerungsentwicklung
| Jahr      | 1857  | 1900  | 1950  | 2000  | 2017  |
| Einwohner | 4.324 | 6.634 | 8.620 | 6.106 | 6.158 |

Die Bevölkerungsrückgang in den 1950er Jahren ist im Wesentlichen auf die Mechanisierung der Landwirtschaft und den damit einhergehenden Verlust von Arbeitsplätzen zurückzuführen.

## Wirtschaft
Die eher trockene Region um Abanilla war jahrhundertelang kaum besiedelt; wahrscheinlich brachten erst die aus dem Maghreb stammenden Mauren Mandel- und Olivenbäume sowie Bewässerungstechniken mit. Seit den letzten Jahrzehnten des 20. Jahrhunderts sind vor allem Gewächshauskulturen für Gemüse und Blumen von Bedeutung. Im Ort selbst haben sich Kleinhändler, Handwerker und Dienstleistungsbetriebe aller Art angesiedelt.

## Geschichte
Prähistorische, iberische, römische und westgotische Funde sind rar. In den Jahren 711–756 gehörte die Gegend um Lorca zum weitgehend unabhängigen Reich Todmir, welches erst im Jahr 756 in Al-Andalus aufging. Im 9. oder 10. Jahrhundert entstand eine Burg (hisn); der heutige Ortsname Abanilla wird auf das arabische Al-Banyla zurückgeführt. Im Rahmen der christlichen Rückeroberung (reconquista) stießen die Kastilier unter Alfons IX. (reg. 1188–1230) nach Murcia vor. Das seit dem Ende des Kalifats von Córdoba (1031) quasi unabhängige Taifa-Königreich Murcia wurde danach in ein christliches Königreich umgewandelt, welches jedoch eng mit der Krone von Kastilien verflochten war, doch kam es in den Jahren 1296 bis 1304 vorübergehend unter aragonesische Herrschaft. Der Konflikt hielt jedoch an und so beauftragte Heinrich IV. von Kastilien im Jahr 1462 den Calatrava-Ritterorden mit dem Schutz und der Verwaltung der Region. Nach der von Philipp III. (reg. 1598–1621) und seinem Ersten Minister, dem Herzog von Lerma, befohlenen Vertreibung der letzten Mauren (moriscos) zu Beginn des 17. Jahrhunderts ging die Einwohnerzahl der Region deutlich zurück.

## Sehenswürdigkeiten

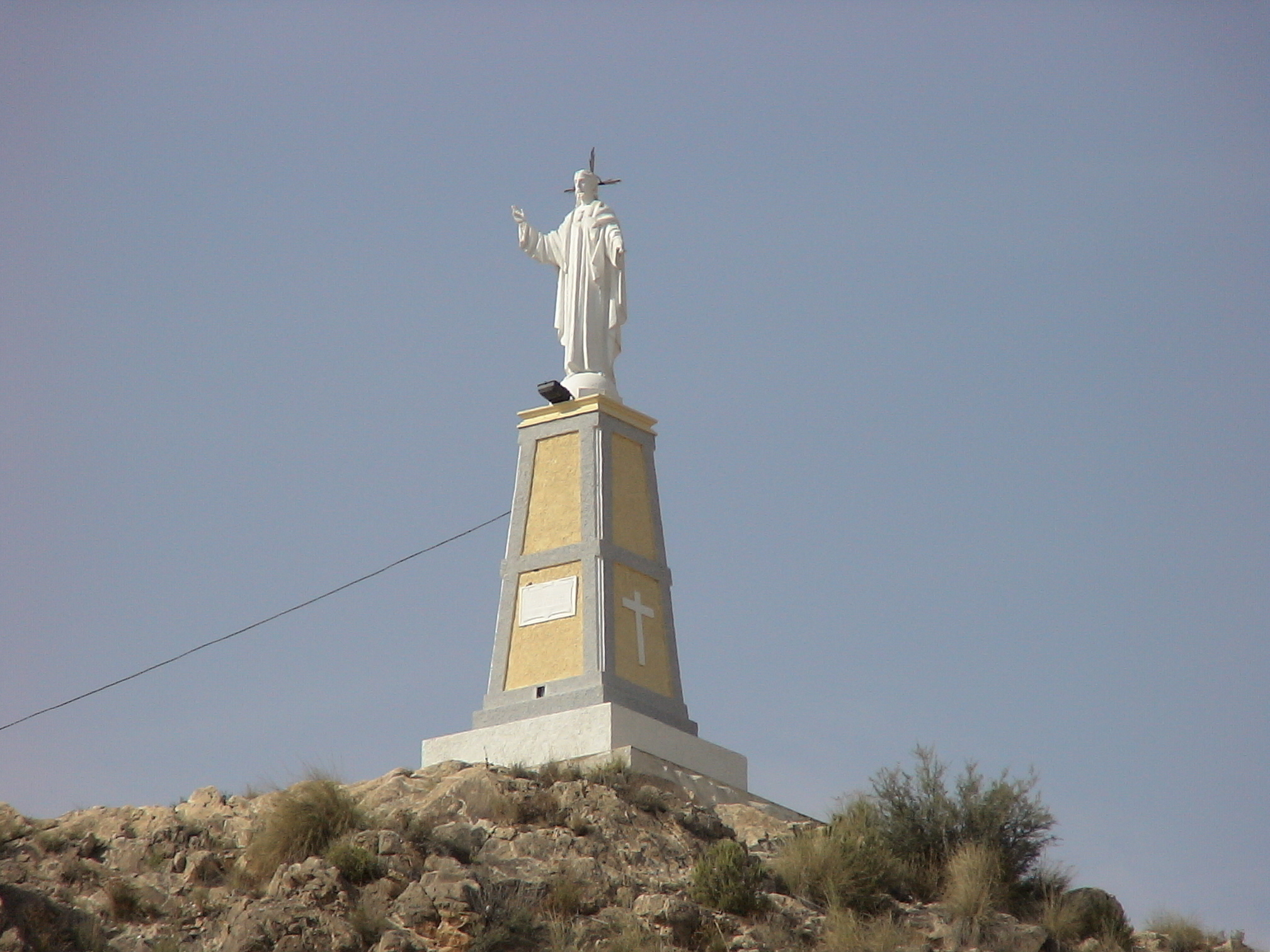
Cristo de Corazón

- Abanilla und die meisten größeren Dörfer der Umgebung verfügen seit dem 18. Jahrhundert über eigene Kirchen bzw. Ermitas.
- Die Iglesia de San José von Abanilla wurde vom Calatrava-Ritterorden gegründet und im Jahr 1712 geweiht. Die Vierung der einschiffigen Kirche ist von einer Kuppel bedeckt; in der Apsis steht ein sehenswertes spätbarockes Altarretabel (retablo) im Stil des Churriguerismus.[8]
- Aus der Franco-Zeit (1958) stammt eine große Christus-Statue beim Dorf Barinas.